# Гектари
Гекта́ри — село в Україні, у Берестечківській громаді Луцького району Волинської області. Населення становить 245 осіб.

## Географія
Село розташоване на правому березі річки Стир.
На початку ХХ ст. на території села був великий лісовий масив, який зараз частково зрубаний.

## Історія
12 червня 2020 року, відповідно до розпорядження Кабінету Міністрів України № 708-р «Про визначення адміністративних центрів та затвердження територій територіальних громад Волинської області», село увійшло у склад Берестечківської міської громади.
19 липня 2020 року, в результаті адміністративно-територіальної реформи та ліквідації Горохівського району, село увійшло до складу новоутвореного Луцького району.

## Населення
Згідно з переписом УРСР 1989 року чисельність наявного населення села становила 246 осіб, з яких 109 чоловіків та 137 жінок.
За переписом населення України 2001 року в селі мешкало 245 осіб.

### Мова
Розподіл населення за рідною мовою за даними перепису 2001 року:
| Мова       | Відсоток |
| ---------- | -------- |
| українська | 99,59 %  |
| російська  | 0,41 %   |